# Langues en Chine
Ne doit pas être confondu avec Liste des langues chinoises.
Les langues principales utilisées en Chine sont les langues chinoises dont le mandarin, le wu et le cantonais. D'autres langues locales sont utilisées selon les régions. Les Chinois apprennent aussi des langues étrangères, principalement l'anglais et le japonais.
En 2001, le gouvernement central décide de faire du mandarin standard ou pǔtōnghuà la langue commune du pays. Par conséquent, l'enseignement se fait désormais en mandarin standard.

## Langues étrangères
L'anglais est la première langue occidentale, parlée en seconde langue par au moins 10 millions de Chinois, surtout issus de l'élite et des classes aisées. Il existe une petite minorité d'anglophones de langue maternelle anglaise à Hong-Kong, Macao, et le reste de la Chine, mais dont le chiffre ne dépasse pas 21 000 locuteurs. L'apprentissage de l'anglais est obligatoire à partir de la troisième année de l'école primaire
Le japonais est la langue asiatique la plus étudiée en Chine, mais on ignore le nombre de ses locuteurs, qui le parlent en seconde langue. En 2012, plus d'un million de Chinois apprenaient le japonais (en hausse de 26 % par rapport à 2009). Toutefois, il y aurait au moins plusieurs centaines de milliers de locuteurs du japonais en seconde langue en Chine. Les échanges, surtout économiques, et culturels sont très importants avec le Japon, mais il y a surtout de lourdes tensions d'ordres historiques, qui résultent par exemple de l'attitude du Japon, lors de l'occupation japonaise de la Chine pendant la seconde guerre Mondiale.
Les Russes sont une ethnie d'environ 15 000 à 20 000 personnes en Chine. Le russe serait la seconde langue étrangère en Chine après l'anglais, et serait surtout parlé en seconde langue dans la partie nord de la Chine, par au moins plusieurs centaines de milliers de Chinois. Plusieurs dizaines de milliers de Chinois vivent et travaillent en fédération de Russie, et particulièrement en Sibérie.
Le portugais est parlé à Macao par quelques milliers de locuteurs tout au plus, mais surtout par des étudiants ou des hommes d'affaires. Le gouvernement chinois est attaché au développement et au maintien de la langue portugaise, surtout pour nouer des liens commerciaux avec des pays émergents lusophones, comme le Brésil ou l'Angola[réf. nécessaire]. Toutefois, l'enseignement du portugais est très limité en Chine très éloignée des pays lusophones.

## Langues classées par nom de langue
Ce tableau présente une liste des langues locales spécifiquement utilisées en Chine.
Cette liste est sans doute incomplète et peut-être mal ordonnée. Votre aide est la bienvenue !
|             | Région principale   | Famille linguistique | Sous-famille  | Nombre de locuteurs | Année de recensement |
| ----------- | ------------------- | -------------------- | ------------- | ------------------- | -------------------- |
| ai-cham     | Guizhou             | taï-kadaï            | tai           | 2 700               |                      |
| bisu        | Yunnan              | sino-tibétain        | tibéto-birman | 7 000               |                      |
| biyo        | Yunnan              | sino-tibétain        | tibéto-birman | 100 000             |                      |
| cao miao    | Guizhou             | taï-kadaï            | kam-tai       | 62 632              |                      |
| choni       | Yunnan              | sino-tibétain        | tibéto-birman | 24 000              |                      |
| cun         | Hainan              | taï-kadaï            | hlai          | 70 000              |                      |
| darang deng | Hainan              | sino-tibétain        | tibéto-birman | 850                 |                      |
| daur        | Mongolie-Intérieure | mongolique           |               | 96 100              |                      |
| drung       | Yunnan              | sino-tibétain        | tibéto-birman | 11 300              |                      |
| dzao min    | Guangdong           | hmong-mien           | mien          | 60 000              |                      |
| ersu        | Sichuan             | sino-tibétain        | tibéto-birman | 13 000              |                      |
| evenki      | Mongolie-Intérieure | toungouse            | événique      | 29 000              |                      |
| gan         | Jiangxi             | sino-tibétain        | chinois       | 20 580 000          |                      |
| geman deng  | Tibet               | sino-tibétain        | tibéto-birman | ?                   |                      |
| groma       | Tibet               | sino-tibétain        | tibéto-birman | 12 840              |                      |
| guanyinqiao | Sichuan             | sino-tibétain        | tibéto-birman | 50 000              |                      |
| guiqiong    | Sichuan             | sino-tibétain        | tibéto-birman | 7 000               |                      |
| hakka       | Guangdong           | sino-tibétain        | chinois       | 25 725 000          |                      |
| hlai        | Hainan              | taï-kadaï            | hlaï          | 747 000             |                      |
| honi        | Yunnan              | sino-tibétain        | tibéto-birman | 100 000             |                      |
| horpa       | Sichuan             | sino-tibétain        | tibéto-birman | 35 000              |                      |
| ili turki   | Xinjiang            | turcique             | karluk        | 120                 |                      |
| iu mien     | Yunnan              | hmong-mien           | mien          | 1 329 000           |                      |
| japhug      | Sichuan             | sino-tibétain        | tibéto-birman | 3 000               |                      |
| jiamao      | Hainan              | taï-kadaï            | hlaï          | 52 300              |                      |
| jinyu       | Shanxi              | sino-tibétain        | chinois       | 45 000 000          |                      |
| mak         | Guizhou             | taï-kadaï            | taï           | 10 000              |                      |
| mandchou    | Heilongjiang        | toungouse            | jurchenique   | 10                  | 2010                 |
| maonan      | Guangxi             | taï-kadaï            | taï           | 20 000              | 1990                 |
| minbei      | Fujian              | sino-tibétain        | chinois       | 10 537 000          |                      |
| mulam       | Guizhou             | taï-kadaï            | taï           | 50 000 - 60 000     | 2000                 |
| muya        | Guizhou             | sino-tibétain        | tibéto-birman | 13 000              |                      |
| namuyi      | Sichuan             | sino-tibétain        | tibéto-birman | 4 000               |                      |
| nusu        | Yunnan              | sino-tibétain        | tibéto-birman | 7 500               | 1999                 |
| oroqen      | Heilongjiang        | toungouse            | événique      | 1 200               | 2000                 |
| pa di       | Yunnan              | taï-kadaï            | kam-taï       | 1 000               |                      |
| t'en        | Guizhou             | taï-kadaï            | taï           | 13 000              |                      |
| u           | Yunnan              | austroasiatique      | palaungiques  | 3 000               |                      |
| xiang       | Hunan               | sino-tibétain        | chinois       | 36 015 000          |                      |
| wenzhou     | Zhejiang            | sino-tibétain        | chinois       | 28 000 000          |                      |